# Abner Read
Abner Read (* 5. April 1821 in Urbana, Ohio; † 8. Juli 1863 in Baton Rouge, Louisiana) war Offizier in der United States Navy. Er fiel im Sezessionskrieg.

## Frühe Karriere
Read studierte an der Ohio University, verließ die Hochschule jedoch 1839 und heuerte als Seekadett bei der Navy an. Das erste Schiff, auf dem er Dienst tat, war der Schoner USS Enterprise. 1844 studierte Read ein Jahr an der Philadelphia Naval School und kehrte danach auf See zurück. Er stieg im Dienstrang auf, zuerst wurde er zum Master und 1854 zum Leutnant befördert. 1855 musterte die Marine Read aus, er berief jedoch gegen diese Entscheidung und wurde 1858 wieder in seinen alten Dienstgrad eingesetzt. Ab dem Herbst desselben Jahres nahm er an der Marineexpetition nach Paraguay teil.

## Bürgerkrieg
Abner Read kehrte im Dezember 1860, am Vorabend des amerikanischen Bürgerkriegs, nach Pensacola in Florida zurück. Er wurde einem neuen Schiff zugeteilt und half Anfang 1861 zu verhindern, dass Fort Pickens in die Hände der Konföderierten fiel. Dabei erkrankte er und wurde zur Genesung in den Norden geschickt. Im Oktober 1861 übernahm Read das Kommando über den Schraubendampfer USS New London und wurde zur Blockade der Südstaatenküste in den Golf von Mexiko gesandt. Er operierte westlich der Mississippimündung und brachte schon im November 1861 den ersten Frachter auf. In den folgenden Monaten nahm Read über 30 Prisen und erwarb sich die Anerkennung seines Kommandanten David Glasgow Farragut. Am 16. Juli 1862 wurde Read zum Lieutenant Commander befördert. Als Read am 18. April 1863 ein Kommandounternehmen zum Leuchtturm am Sabine Pass an der texanischen Küste anführte geriet er in einen konföderierten Hinterhalt und wurde verwundet. Zurück in Louisiana erhielt Read das Kommando über die USS Monongahela. Er sollte die Stadt Donaldsonville am Mississippi River vor Truppen der Südstaatler schützen. Am Morgen des 7. Juli 1863 griff konföderierte Artillerie das Schiff an, Read erlitt durch Granatsplitter schwere Verwundungen am Unterleib. Er wurde ins Lazarett nach Baton Rouge gebracht, wo er am Abend des nächsten Tages starb.
Nach Abner Read wurde der im Zweiten Weltkrieg eingesetzte Zerstörer Abner Read benannt.